# Maysville (Missouri)
Pour les articles homonymes, voir Maysville.
Maysville est une ville du comté de DeKalb, Missouri, États-Unis. La population est de 1 120 habitants (chiffre de 2012).